# August De Block
Augustinus Dominicus De Block (Sint-Niklaas, 28 februari 1893 - Sint-Lambrechts-Woluwe, 25 april 1979) was een Belgisch redacteur en politicus voor de BWP en vervolgens de BSP.

## Levensloop
De Block volgde middelbaar onderwijs in Sint-Niklaas en studeerde er daarna aan de nijverheidsschool. Hij werkte als metaalarbeider (werktuigkundige) bij Bell in Antwerpen. Vervolgens was hij bediende en ambtenaar op het ministerie van Justitie en op het ministerie van Arbeid en Sociale Voorzorg (1942-1944). Hij trouwde met Rachel Hamel, dochter van Joodse diamantairs, en ze kregen drie kinderen.
Als zoon van een wever werd De Block van jongs af geconfronteerd met de arbeidersproblemen. Hij werd lid van de Socialistische Jonge Wacht en van een vrijdenkersliga. Na zijn inlijving in het leger in 1913, vluchtte hij (zoals ongeveer een derde van de Belgische soldaten) in oktober 1914 naar Nederland en bracht de hele Eerste Wereldoorlog door in het interneringskamp in Zeist.
Hij bleef actief door in 1916 secretaris te worden van de binnen het kamp gestichte afdeling van de Bond van Belgische Arbeiders in Nederland, een door Camille Huysmans opgerichte organisatie. Deze bond gaf De Belgische Socialist uit, een oppositieblad dat zich richtte tegen de Belgische regering De Broqueville in Le Havre. Binnen de BWP steunde de bond de pogingen van Camille Huysmans om een vredesconferentie in Stockholm te organiseren. Hierdoor kwam men in botsing met de partijleiding, meer bepaald met Emile Vandervelde die aansloot bij en zelfs toetrad tot de Belgische regering.
Na de oorlog keerde De Block naar Sint-Niklaas terug en werd er propagandist en in 1919 secretaris van de plaatselijke BWP-federatie. Hij werd hierdoor lid van de Algemene Raad van de BWP. Hij werd ook politiek actief als gemeenteraadslid van Sint-Niklaas (1921-1934) en in de Oost-Vlaamse provincieraad (1921-1936) als fractievoorzitter van de socialistische groep. Bovendien was hij lid van diverse schoolraden en intercommunales. Als bibliothecaris van de lokale socialistische vrije bibliotheek was hij een verdediger van nationale bibliotheekstructuren. Samen met Lode Baekelmans en Ger Schmook wilde De Block via openbare bibliotheken een socialistische visie en aanwezigheid in het Vlaamse cultuurleven brengen.
In 1934 werd hij nationaal secretaris van de BWP, bevoegd voor de Vlaamse afdelingen. Hij organiseerde het eerste Vlaams socialistisch congres (1937). Hij werkte ook mee aan verschillende socialistische publicaties zoals Vooruit, Gemeente en Provincie en De Volksstem van het Waasland. Hij werd bestuurder van de Nationale Maatschappij der Belgische Spoorwegen (1934-1940).
In 1940 vluchtte hij naar Frankrijk en in 1942 kwam hij na vele omzwervingen in Londen terecht. Hij werd er secretaris van de socialistische studiegroep Emile Vandervelde. Als kapitein voor Civil Affairs werkte hij mee aan de voorbereiding van het naoorlogs bestuur in België en, na de Bevrijding, aan de uitvoering van de uitgewerkte plannen. Zijn taak bestond er vooral in de sociale aspecten te regelen van de tewerkstelling door de geallieerde legers.
In 1946 werd hij verkozen tot socialistisch senator en vervulde dit mandaat ononderbroken tot in 1965: van 1946 tot 1949 als provinciaal senator voor Oost-Vlaanderen en van 1949 tot 1965 als gecoöpteerd senator. In 1947 werd hij door de BSP benoemd tot directeur van de Samenwerkende Maatschappij Het Licht en van de krant Vooruit, een taak die hij volbracht tot aan zijn pensioenleeftijd in 1959. Op 19 februari 1958 werd hij lid van de Gemeenschappelijke Vergadering van de Europese Gemeenschap voor Kolen en Staal (EGKS) en van de Europese Raad, mandaten die hij uitoefende tot 1965.

## Publicaties
- De grootmachten en de weg naar vrede, 1947.
- Door de Vlaamsche socialistische pers naar de overwinning van het arbeidsfront, z.d.